# Lista de filmes da SIC
Os filmes portugueses produzidos e/ou exibidos pela SIC estão relacionadas nesta lista, que apresenta: ano que foram transmitidas, título e data de lançamento.

## Década de 1990
| Ano  | Título              | Lançamento             | Ref.              |
| ---- | ------------------- | ---------------------- | ----------------- |
| 1995 | Adão e Eva          | 22 de dezembro de 1995 | —                 |
| 1997 | Tentação            | 26 de dezembro de 1997 | [ 1 ]             |
| 1998 | Zona J              | 11 de dezembro de 1998 | —                 |
| 1999 | Jaime               | 11 de abril de 1999    | —                 |
| 1999 | A Hora da Liberdade | 24 de abril de 1999    | [ 2 ] [ 3 ] [ 4 ] |

## Década de 2000
| Ano  | Título                          | Lançamento              | Ref.  |
| ---- | ------------------------------- | ----------------------- | ----- |
| 2000 | Amo-te Teresa                   | 11 de janeiro de 2000   | [ 5 ] |
| 2000 | Monsanto                        | 15 de fevereiro de 2000 | —     |
| 2000 | Mustang                         | 18 de abril de 2000     | —     |
| 2000 | O Lampião da Estrela            | 30 de maio de 2000      | —     |
| 2000 | A Noiva                         | 27 de junho de 2000     | —     |
| 2000 | Um Passeio no Parque            | 12 de setembro de 2000  | —     |
| 2000 | Aniversário                     | 19 de outubro de 2000   | —     |
| 2000 | Alta Fidelidade                 | 16 de novembro de 2000  | —     |
| 2000 | Amor Perdido                    | 24 de dezembro de 2000  | —     |
| 2001 | Os Cavaleiros de Água Doce      | 28 de janeiro de 2001   | —     |
| 2001 | O Segredo                       | 4 de março de 2001      | —     |
| 2001 | Querida Mãe                     | 29 de março de 2001     | —     |
| 2001 | Mais Tarde                      | 30 de abril de 2001     | —     |
| 2001 | O Teorema de Pitágoras          | 27 de maio de 2001      | —     |
| 2001 | Uma Noite Inesquecível          | 25 de junho de 2001     | —     |
| 2001 | Anjo Caído                      | 11 de setembro de 2001  | —     |
| 2001 | Um Homem Não é um Gato          | 13 de outubro de 2001   | —     |
| 2002 | Jogo de Glória                  | 19 de março de 2002     | —     |
| 2002 | 88                              | 19 de março de 2002     | —     |
| 2002 | Oito por Oito                   | 19 de março de 2002     | —     |
| 2002 | Pulsação Zero                   | 29 de setembro de 2002  | —     |
| 2005 | Um Tiro no Escuro               | 17 de março de 2005     | [ 6 ] |
| 2005 | O Crime do Padre Amaro          | 27 de outubro de 2005   | [ 7 ] |
| 2009 | Uma Aventura na Casa Assombrada | 3 de dezembro de 2009   | [ 8 ] |

## Década de 2010
| Ano  | Título                            | Lançamento             | Ref.                |
| ---- | --------------------------------- | ---------------------- | ------------------- |
| 2019 | Golpe de Sorte: Um Conto de Natal | 21 de dezembro de 2019 | [ 9 ] [ 10 ] [ 11 ] |
| 2019 | Um Desejo de Natal                | 23 de dezembro de 2019 | [ 12 ]              |

## Década de 2020
| Ano  | Título                        | Lançamento                              | Ref.          |
| ---- | ----------------------------- | --------------------------------------- | ------------- |
| 2024 | Podia Ter Esperado por Agosto | 18 de julho de 2024 (cinemas)2024 (SIC) | [ 13 ] [ 14 ] |